# Antoon Cornelis Oudemans

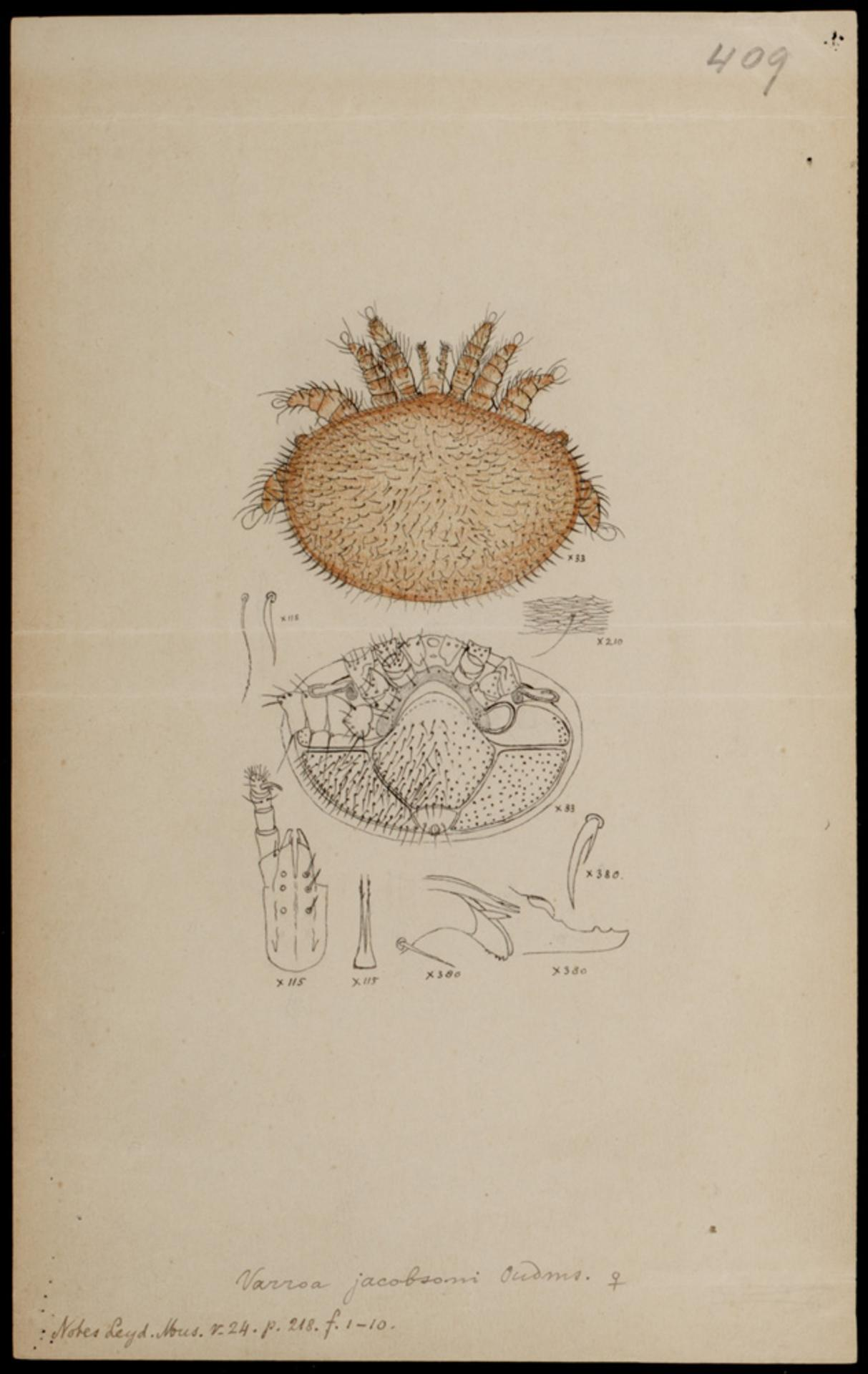
Espécie fêmea de Varro Jacobsoni por Antoon Cornelis

Antoon Cornelis Oudemans (Batávia, 12 de novembro de 1858 — Arnhem, 14 de janeiro de 1943), por vezes referido como Anthonid Cornelis Oudemans, foi um zoólogo neerlandês que se destacou no estudo dos platelmintas e dos ácaros, sendo também considerado um dos precursores da criptozoologia.

## Biografia
Estudo na sua tese de doutoramento os Platyhelmintha. Foi diretor do Jardim Zoológico de Haia de 1885 a 1895. Em 1895, Oudemans deixou Haia para ensinar biologia em Sneek.
Oudemans celebrizou-se por ter publicado, em 1892, uma obra intitulada A grande serpente marinha dedicada a coligir e comentar as observações de serpentes marinhas gigantes obtidas em todos os oceanos. Nessa obra concluiu que se trataria de uma grande foca ainda desconhecida, a que deu o nome de Megophias megophias. Apesar das suas teses terem recebido um mau acolhimento no meio científico, Bernard Heuvelmans (1916-2001) considerou que a sua obra marca o surgimento da criptozoologia.